# Classica da Arrábida
Le Classica da Arrábida-Cyclin'Portugal est une course cycliste portugaise créée en 2017 et disputée dans la péninsule de Setúbal.
L'édition 2020 est annulée à cause de l'épidémie de maladie à coronavirus

## Palmarès
| Année | Vainqueur        | Deuxième         | Troisième          |                  |
| ----- | ---------------- | ---------------- | ------------------ | ---------------- |
| 2017  | Amaro Antunes    | Sérgio Paulinho  | Andreas Vangstad   |                  |
| 2018  | Dmitri Strakhov  | James Fouché     | Óscar Hernández    |                  |
| 2019  | Jonathan Lastra  | Raúl Alarcón     | David de la Fuente |                  |
| 2020  | annulé/abandonné | annulé/abandonné | annulé/abandonné   | annulé/abandonné |
| 2021  | Sean Quinn       | Jonathan Lastra  | Rémy Mertz         |                  |
| 2022  | Orluis Aular     | Luís Gomes       | Luís Mendonça      |                  |
| 2023  | Orluis Aular     | Álex Jaime       | Francisco Campos   |                  |
| 2024  | Joseba López     | Alexandre Montez | Mathias Bregnhøj   |                  |